# Toyger

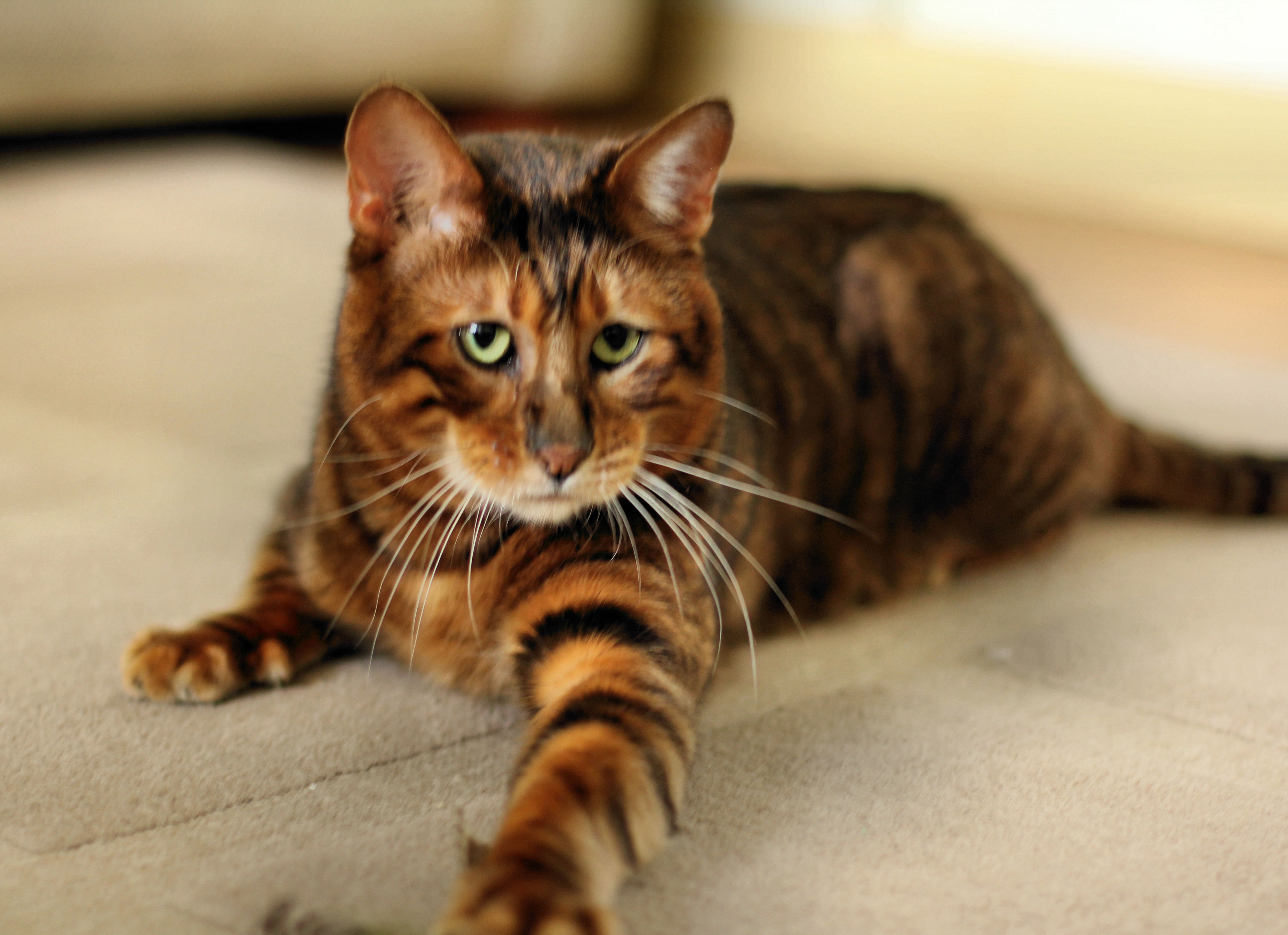
Toyger.

Toyger är en kattras som har avlats fram för att efterlika en liten tiger. Dess namn är sammansatt av engelskans ord för leksak, toy, och tiger. Rasen är främst en korsning mellan bengal och andra korthåriga tabbymönstrade tamkatter. En toyger skall ge ett lugnt och självsäker intryck och ha lång svans och muskulös kropp. Pälsens mönster ska påminna om tigerränder.